# Hebo
Hebo az Amerikai Egyesült Államok északnyugati részén, Oregon állam Tillamook megyéjében elhelyezkedő statisztikai település.
A 2010. évi népszámlálási adatok alapján 232 lakosa van. Területe 4,2 km², melynek 100%-a szárazföld.

## Népesség

### 2010
A 2010-es népszámláláskor 232 lakója, 89 háztartása és 61 családja volt. A népsűrűség 55,2 fő/km². A lakóegységek száma 109, sűrűségük 26 db/km². A lakosok 86,2%-a fehér, 2,6%-a indián, 6%-a ázsiai, 1,7%-a egyéb-, 3,4% pedig kettő vagy több etnikumú. A mexikóiak aránya 13,4%.
A háztartások 25,8%-ában élt 18 évnél fiatalabb. 53,9% házas, 7,9% egyedülálló nő, 6,7% pedig egyedülálló férfi; 31,5% pedig nem család. 28,1% egyedül élt; 7,9%-uk 65 éves vagy idősebb. Egy háztartásban átlagosan 2,61 személy élt; a családok átlagmérete 3,21 fő.
A medián életkor 40 év volt. A lakók 31,6%-a 18 évesnél fiatalabb, 3,9% 18 és 24 év közötti, 18,5%-uk 25 és 44 év közötti, 30,1%-uk 45 és 64 év közötti, 15,9%-uk pedig 65 éves vagy idősebb. A lakosok 49,6%-a férfi, 50,1%-uk pedig nő.

### 2000
A 2000-es népszámláláskor 231 lakója, 94 háztartása és 65 családja volt. A népsűrűség 54,7 fő/km². A lakóegységek száma 123, sűrűségük 29,1 db/km². A lakosok 90,91%-a fehér, 3,03%-a indián, 3,9%-a egyéb-, 2,16% pedig kettő vagy több etnikumú. A spanyol vagy latino származásúak aránya 5,63% (3% mexikói, 2,6% pedig egyéb spanyol/latino származású).
A háztartások 23,4%-ában élt 18 évnél fiatalabb. 56,4% házas, 7,4% egyedülálló nő; 29,8% pedig nem család. 23,4% egyedül élt; 7,4%-uk 65 éves vagy idősebb. Egy háztartásban átlagosan 2,46 személy élt; a családok átlagmérete 2,79 fő.
A lakók 22,9%-a 18 évnél fiatalabb, 7,4%-a 18 és 24 év közötti, 19,9%-a 25 és 44 év közötti, 34,6%-a 45 és 64 év közötti, 15,2%-a pedig 65 éves vagy idősebb. A medián életkor 44 év volt. Minden 100 nőre 104,4 férfi jut; a 18 évnél idősebb nőknél ez az arány 100.
A háztartások medián bevétele 37 250 amerikai dollár, ez az érték családoknál $52 500. A férfiak medián keresete $40 694, míg a nőké $21 250. Az egy főre jutó bevétel (PCI) $16 053. A teljes népesség 4,4%-a élt létminimum alatt; a 65 év felettieknél ez a szám 14,3%.

## Látnivalók

### Hebo-hegy
A Hebo-hegy Tillamook és Yamhill megyék határán helyezkedik el. A csúcsa 360 fokos kilátást biztosít a környékre.

### Hebo-hegyi Légibázis
A radarállomás a Hebo-hegy tetején, Hebótól 8,4 km-re található. 1980-ban bezárták.

## Fordítás
- Ez a szócikk részben vagy egészben  a   Hebo, Oregon című angol Wikipédia-szócikk ezen változatának fordításán alapul.  Az eredeti cikk szerkesztőit annak laptörténete sorolja fel. Ez a jelzés csupán a megfogalmazás eredetét és a szerzői jogokat jelzi, nem szolgál a cikkben szereplő információk forrásmegjelöléseként.